# Cobras Ciudad Juárez
Die Cobras Ciudad Juárez sind ein ehemaliger mexikanischer Fußballverein aus Ciudad Juárez, der 1985 von der Televisa-Gruppe als Cobras Querétaro gegründet wurde und seit 1987 in der Grenzstadt Ciudad Juárez beheimatet war.

## Geschichte

### Querétaro
Der Verein wurde mit dem Ziel gegründet, ehemalige Spieler des Televisa-Clubs América unterzubringen und jungen Talenten Spielpraxis zu ermöglichen. Diese illustre Truppe konnte gleich auf Anhieb den Aufstieg in die Primera División, die höchste Spielklasse des mexikanischen Vereinsfußballs, feiern. In den Entscheidungsspielen hatte man sich gegen den Traditionsverein CF Pachuca mit 2:0 und 1:1 durchsetzen können. 
Weil in der Saison 1985/86 vor der im eigenen Land ausgetragenen WM 1986 der normale Ligaalltag der Primera División durch zwei halbjährlich ausgetragene Sonderturniere ersetzt wurde, gab es am Saisonende keinen Absteiger, aber mit den Cobras einen Aufsteiger. Um die in der Saison 1986/87 auf 21 Mannschaften angewachsene Primera División für die nachfolgende Spielzeit wieder auf 20 Vereine zu reduzieren, mussten im Sommer 1987 zwei Mannschaften absteigen. Neben den Cobras, die in der Gesamtjahreswertung den letzten Platz belegt hatten, traf es auch den Tabellenvorletzten León. Ausgerechnet diese beiden Team standen sich in den Aufstiegsspielen im Sommer 1988 gegenüber, wo sich die Cobras im dritten und entscheidenden Spiel mit 1:0 durchsetzen konnten. 

### Ciudad Juárez
Doch längst waren die Cobras nicht mehr in Querétaro beheimatet. Unmittelbar nach dem Abstieg im Sommer 1987 war der Verein nach Ciudad Juárez im Bundesstaat Chihuahua verfrachtet worden, wo er seither unter der Bezeichnung Cobras Ciudad Juárez in Erscheinung trat und in den kommenden vier Jahren erstmals mexikanischen Erstligafußball an die Grenze brachte. In der bisher letzten Erstligasaison 1991/92 hatte man sich möglicherweise mehr auf den einheimischen Pokalwettbewerb konzentriert als auf die Meisterschaft. Denn während die Cobras bis ins Pokalfinale vorstoßen konnten (das dann mit 2:4 gegen den CF Monterrey verloren wurde), konnten sie in der Liga nur fünf von 38 Begegnungen für sich entscheiden und stiegen mit nur 20 Punkten in die zweite Liga ab. 
Im Sommer 2005 kam dann das (vorläufige) Ende des Vereins. Denn einer neuen Modeerscheinung in Mexiko folgend, wurden aus den Cobras Ciudad Juárez die Tigres Los Mochis, während gleichzeitig aus den Pachuca Juniors die Indios Ciudad Juárez wurden, die seither die Stadt in der Primera División 'A', der zweiten Spielklasse des Landes, repräsentieren.

## Bekannte Personen im Verein

### Alle Erstligatrainer der Cobras
- 1986/87 (Querétaro): Jorge Gómez, Juan Ricardo Faccio, Rubén Ayala
- 1988/89 (Cd. Juárez): Rubén Ayala, Ignacio Jáuregui
- 1989/90 (Cd. Juárez): Carlos Miloc, Héctor Hugo Eugui
- 1990/91 (Cd. Juárez): Héctor Hugo Eugui, Carlos Rodríguez
- 1991/92 (Cd. Juárez): Carlos Rodríguez, Andrés Fassi (Interim, ein Spiel), Joaquín Mendoza

### Auswahl bekannter Spieler
- Alberto Aguilar Mijes (1989–1990)
- Vinicio Bravo (1986–1987)
- Francisco Chávez (1990–1991)
- Mario Cisneros (1988–1992)
- Víctor Manuel Cossio (1988–1992)
- Alan Cruz (1988–1992)
- Adrián Incapié (1990–1991)
- Héctor Islas Mendoza (1986–1992)
- Cle Kooiman (1989–1991)
- Enrique López Zarza (1988–1991)
- José Luis López Mejía (1988–1990)
- Pablo Luna (1990–1991)